# Xiangxiang
Xiangxiang (chiń. 湘乡; pinyin Xiāngxiāng) – miasto na prawach powiatu w Chinach, w prowincji Hunan, w prefekturze miejskiej Xiangtan. W 1999 roku liczba mieszkańców miasta wynosiła 891 418.